# Strange Ways
"Strange Ways" är en låt av KISS från deras andra platta 1974, Hotter Than Hell. Låten är skriven av Ace Frehley.
"Strange Ways" uppmärksammades när Frehley spelade solot spontant i en låt under Hotter Than Hell-inspelningarna. Eftersom Frehley ännu hesiterade inför att sjunga sägs det att Gene Simmons spelade in låten som lead singer innan den slutligen gavs till Peter Criss.
Den första tagningen av låten innehöll ett 7 minuter långt trumsolo i mitten av låten av Peter Criss. Han sade att han ville ha ett solo i denna låten även om ingen i bandet tyckte det lät något bra. Paul berättar hur Peter hotade med att lämna bandet: "Peter spelade in solot och efteråt kom han fram och sade att han slutade i bandet om inte solot kom med på skivan". "Efter att Peter gått hem tyckte vi alla att solot lät fruktansvärt så vi tog bort det i smyg och Peter lämnade inte bandet."
"Strange Ways" spelades endast under två gig med KISS under Hotter Than Hell Tour nämligen den 7 januari och 9 januari. På grund av att låten innehåller många tempoväxlingar passade aldrig låten som livelåt. Däremot spelade Frehley den på sin klubbturné under 1990-talet. Han spelar den även på sin "Rocket Ride Tour 2008".